# モノ空港
モノ空港はソロモン諸島トレジャリー諸島スターリング島にある空港。

## 就航路線
| 航空会社     | 就航地   |
| ------------ | -------- |
| ソロモン航空 | バララエ |